# マニアック (1980年の映画)
『マニアック』（Maniac）は1980年のアメリカ合衆国のホラー映画。
名脇役として知られる俳優ジョー・スピネルが製作総指揮・原案・脚本・主演し、特殊メイクアップアーティストのトム・サヴィーニが特殊効果を担当するとともに、役者としても出演している。
2012年にはフランク・カルフン監督、イライジャ・ウッド主演でリメイクされている。

## ストーリー
巨漢のマザコン男が夜毎に女を捕まえてはその頭皮をはぎ取る姿を描く。
中年男のフランク・ジトーは幼少の頃、母親からお仕置きと称されて何度も衣装棚に閉じ込められており、その棚の中から母が日々着飾っては別の男と寝ているのを目撃していた。フランクはそれでも美人の母が好きだったがやがて死別。以来女性に対して「着飾って自分を弄んだ挙句結局どこかへ去ってしまう」という強迫観念に駆られるようになる。
やがてフランクは生身の女性を愛することができなくなり、決して自分から離れていかない、人形やマネキンで部屋を埋め尽くすようになっていった。しかしそれだけでは飽き足らず、フランクは着飾った女性や男を誘う娼婦に対して抑えようのない激情に駆られるようになる。気づけばフランクは女性を殺しては衣服と頭皮を剥ぎ取り、自室のマネキンに被せて悦に入る猟奇殺人鬼になっていた。自分のしたことに怯え、何度も外出をやめようと思うものの過去に囚われたもう一人の自分に押し切られ夜毎に街へと繰り出してしまうのだった。
ある日、いつものように獲物を探して徘徊していたフランクは公園で偶然写真に撮られたことをきっかけに写真家のアンナ・ダントニと知り合う。次の獲物を彼女に定め、親交を深めていくフランク。しかし彼女を人気のない墓地に連れ出してついに殺そうとした瞬間に激しく抵抗され、取り逃がすどころか腕に怪我まで負わされてしまう。母の墓前で失態を犯したフランクは自分を叱りつけ閉じ込めようとする母の声の幻聴を聞きながら自宅へ逃げ帰るが、今度は部屋中のマネキンが殺した女性たちの怨念となって襲い掛かってくる幻を見て発狂してしまう。
翌朝、前夜の事件を知った二人の警官がフランクの部屋に突入すると、ベッドの上には腹部に刃物を突き立てたままピクリとも動かないフランクが倒れていた。二人はフランクが死んだと判断し部屋を立ち去るが、それを待っていたかのようにフランクは目を見開くのだった。

## キャスト
- フランク・ジトー: ジョー・スピネル（坂口芳貞）
- アンナ・ダントニ: キャロライン・マンロー（幸田直子）
- 娼婦 リタ・モントーネ: アビゲイル・クレイトン（英語版）
- 看護師: ケリー・パイパー（英語版）
- ディスコ・ボーイ: トム・サヴィーニ
- 看護師2: シャロン・ミッチェル
- ホテル支配人: ウィリアム・ラスティグ（英語版）

日本語吹替版：初回放送1986年8月21日 TBS『木曜ロードショー』

## オリジナルサウンドトラック
- MANIAC Original Motion Picture Sound Track LP[3]
  - Music by：Jay Chattaway
  - Art Wark：Randy Ortiz
  - Layout：Jay Shaw

## 映像ソフト
- 『マニアック COLLECTOR's EDITION』【DVD】（2006年9月28日）
- 『マニアック』【通常版Blu-ray】（2013年12月27日）
- 『マニアック special version』【DVD】（2013年12月27日）
- 『マニアック The strongest edition』【Blu-rayDisk+DVD】[4]（2013年12月27日、エクリプス）

## 作品の評価
Rotten Tomatoesによれば、20件の評論のうち高評価は40%にあたる8件にとどまっており、平均点は10点満点中5.16点となっている。